# Tagessichtmarke
Eine Tagessichtmarke ist ein festes Seezeichen, das als künstlicher oder natürlicher Orientierungspunkt in Sichtweite, der maritimen Sichtnavigation im Küstenbereich dient.
Dieser eindeutig identifizierbare, visuelle Hinweis kann zur optischen Peilung (mit dem Peilkompass) oder zum Navigieren auf ein Ziel verwendet werden. Ein Leuchtturm, ein Wasserturm, ein Kirchturm, ein Giebel oder ein bemerkenswerter Baum können Wahrzeichen sein.
Tagessichtmarken müssen eindeutig erkennbar sein. Sie sind auf den Seekarten und in Handbüchern eingetragen. Sie können natürlich sein, ein Berg, ein isolierter Felsen im Meer oder künstlich, wie ein Leuchtturm, identifizierbare Gebäude an der Küste, wie ein Kirchturm, ein Wasserturm, ein alleinstehendes Gebäude oder ein Fabrikschornstein. Die nautischen Handbücher weisen auf die bemerkenswerten Orientierungspunkte hin, die dem Seefahrer helfen können.
Die Landmarken spielen in der Küstennavigation (also in Küstennähe, Gefahrenzonen) eine wichtige Rolle, wenn die Techniken der Koppelnavigation oder der Satellitennavigation (GPS) nicht mehr präzise genug sind: Sie ermöglichen die Führung  des Schiffes auf Sicht, um sie von kaum sichtbaren Gefahren (Riffe, Untiefen) fernzuhalten und zum Ziel zu leiten.
| Leuchtturm          |  | Sie sind in Bauart, Form und Farbe meist eindeutig identifizierbar, um auch bei Tageslicht der Orientierung zu dienen. Besondere Unterscheidungsmerkmale sind in den Handbüchern verzeichnet. Neuere Leuchttürme entstanden nicht mehr in der klassischen Bauweise, sondern sind eher einer Bake ähnlich. |
| Baken auch Kap.Kaap |  | Festes Seezeichen, das unbefeuert ist und somit nicht die Kriterien eines Leuchtturms erfüllt. Größere Navigationshilfen, oft auffällig verlattete Gerüste, sind mitunter mit einer direkten oder indirekten Beleuchtung ausgestattet. Eine Abgrenzung zum Leuchtturm ist nicht eindeutig definiert.      |
| Seeturm             |  | Bauwerk, das eigens und vorrangig als Peilobjekt für die Seefahrt errichtet und dementsprechend auch gestaltet wurde. Manche dieser Türme wurden später mit Feuern zu einem Leuchtturm ausgebaut. |
| Gebäude             |  | Küsten- oder wasserstraßennahes Bauwerk, das für andere Zwecke errichtet wurde. Durch seine Lage, Form und/oder Größe ist es ein unverwechselbares Merkmal für eine Position. Mitunter wurden solche Bauwerke auffällig markiert, um die Navigation zu unterstützen.                                      |
| Natürliche Marken   |  | Auch geologisch unverwechselbare Formationen werden in Seekarten und Handbüchern aufgeführt, wenn sie für die Navigation hilfreich sind. Schon mit Beginn der Schifffahrt wurde das Wissen über Merkmale, die der Orientierung dienen, weitergetragen.                                                    |